# Goethe-Haus (New York)

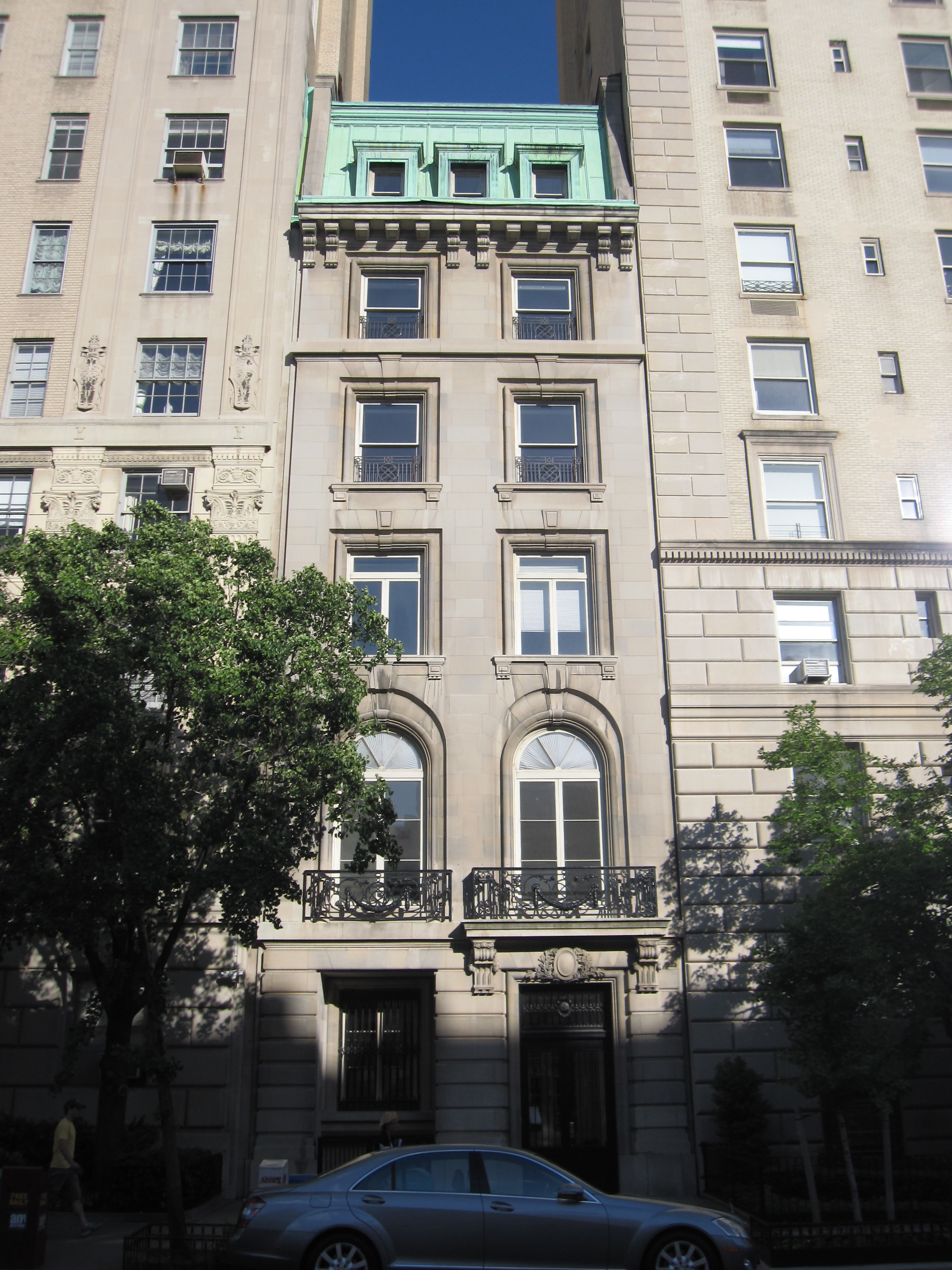
Goethe House, 1014 5th Avenue

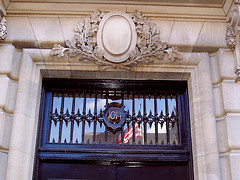
Eingangsportal des Goethe House, 1014, Fifth Avenue

Das Goethe-Haus (auch Goethe House) in New York ist ein amerikanisch-deutsches Kulturzentrum, das von einer privaten Vereinigung gegründet wurde. Es ist mit dem Goethe-Institut verbunden und wird vom deutschen Auswärtigen Amt finanziert.

## Geschichte
Das Goethe-Haus in New York wurde als Goethe House – The American-German Cultural Center and Library am 12. April 1955 gegründet. Initiiert wurde die Non-profit Educational Corporation von an Deutschland interessierten amerikanischen Persönlichkeiten, zu denen Lucius D. Clay, John J. McCloy, Georg Shuster und James Bryant Conant gehörten. Seitens der Bundesrepublik Deutschland waren Botschafter Karl Heinrich Knappstein und Generalkonsul Georg Federer beteiligt. Präsident der Gesellschaft wurde Conant, Vorsitzender McCloy.
Der erste Sitz des Goethe-Hauses war eine „Goethe-Etage“, sie befand sich im 9. Stock des Gebäudes 120 East 56th, auf der Ostseite Manhattans, in einer Nachbarschaft repräsentativer Wolkenkratzer. Es wurde am 12. April 1957 eröffnet und bestand aus Lese- und Aufenthaltsräumen. Die Bücher der Bibliothek stellte der Börsenverein des Deutschen Buchhandels zur Verfügung.

## 1014, Fifth Avenue

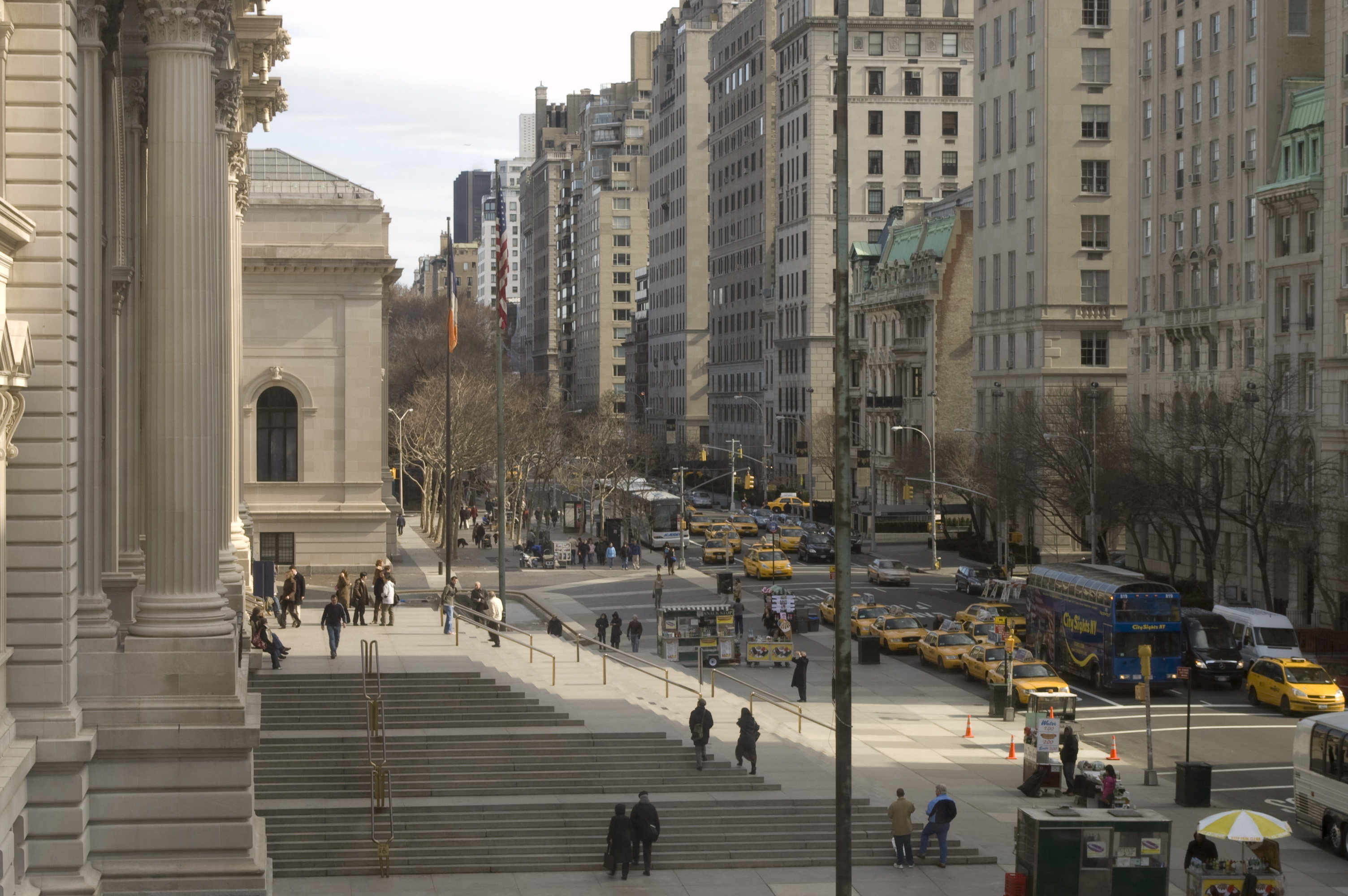
Metropolitan Museum (links). Am rechten Rand mit dem grünen Kupferdach: das Goethe-Haus.

Seit 1961 besaß die Goethe-House-Corporation das von der Bundesrepublik Deutschland 1960 gekaufte, schmale, sechsstöckige, palaisartige Gebäude 1014, Fifth Avenue. Es wurde 1906/1907 als vornehmes Stadthaus mit einer gegliederten, hellen Kalkstein-Fassade an der Ostseite des Central Park gegenüber dem Metropolitan Museum errichtet. Bauherr war James W. Gerard, letzter amerikanischer Botschafter im kaiserlichen Berlin, die Pläne stammten von den Architekten Welch, Smith & Provot. Im Inneren enthält es – auch heute noch – zeittypische Holzvertäfelungen, aufwendige, historische Stuckaturen, sowie Parkett und Eichentüren. Es steht unter Denkmalschutz. Das höhere rechte Nachbarhaus wurde 1910 nach einem Entwurf von McKim, Mead, and White erbaut. Der Architekt Philip Johnson bezog sich 1978 bei dem Bau des linken Nachbargebäudes, des Wohnhauses 1001 Fifth Avenue, auf diesen Entwurf.
Das Goethe-Haus wurde am 6. Februar 1961 mit Faust. Eine Tragödie in einem Gastspiel von Gustaf Gründgens und vielen prominenten Gästen eingeweiht. Erster Programmdirektor im neuen Haus wurde Hans Egon Holthusen. Bereits am 16. März 1961 hielt der Regierende Bürgermeister von Berlin Willy Brandt im Goethe-Haus eine vielbeachtete Rede, in der er zum Beistand für die geteilte Stadt aufrief. 1962 wurde ein Frankfurter Schrank in der Bibliothek aufgestellt.
1969 wurde das Goethe-Haus unter Direktor Peter Stadelmeyer in das Netzwerk der Goethe-Institute, mit Sitz in München, integriert. Die Gründerorganisation blieb beratend beteiligt. Während der Amtszeit des Direktors Christoph Wecker von 1975 bis 1986 änderte sich die Programmgestaltung von einzelnen hin zu thematisch zusammenhängenden Veranstaltungen, beginnend mit Berlin now 1977, gefolgt von Dada, dem Thema Deutscher Expressionismus sowie der Darstellung deutscher Kultur im neunzehnten Jahrhundert 1981.
Zahlreiche deutschsprachige Schriftsteller wie Uwe Johnson und Ingeborg Bachmann traten bei Lesungen auf. 1983 fand eine Podiumsdiskussion mit dem Titel „Die Verantwortung des Schriftstellers in einer gefährdeten Welt“ statt, an der Fritz J. Raddatz, Joyce Carol Oates, John Irving und Günter Grass beteiligt waren. Im selben Jahr ändert das Goethe Haus seinen Namen in Goethe-Institut, New York.
Das auf einem 446 m² großen Grundstück stehende Gebäude wurde zwischen April 1989 und Mai 1991 von den Architekten Peter Englert & Associates grundlegend saniert und den technischen Anforderungen angepasst. Die ehemalige Bibliothek wurde zu einem Auditorium mit modernen audio-visuellen Installationen und Lichttechniken ausgebaut. Nach dem Umbau betrug die Nutzfläche des Goethe-Hauses 2126 m². An dem neuen Sitz hatten, neben dem Auditorium, die umfangreiche Bibliothek mit den Leseräumen ebenso Platz wie Räume für die Administration, für Kunstausstellungen, Lesungen und für Musik- und Filmveranstaltungen.
Das Haus arbeitete von Anfang an zweisprachig, um die „amerikanische Intelligenz“ mit deutscher Kultur vertraut zu machen. Zum Publikum der Veranstaltungen gehörten am Anfang zahlreiche Deutsche, die aus dem nationalsozialistischen Deutschland emigriert waren und in New York wohnten. Die Veranstaltungen wurden meist in Zusammenarbeit mit heimischen Partnern durchgeführt. Das German American Partnership Program (GAPP) des Goethe-Hauses organisierte den Schüleraustausch zwischen höheren Schulen beider Länder.
2009 wurden die Bereiche des Goethe-Instituts neu organisiert und auf verschiedene Gebäude aufgeteilt. Die Immobilie des Goethe-Hauses an der Fifth Avenue wurde aus feuerpolizeilichen Gründe geschlossen. Die Bibliothek und Administration wurde in die 72 Spring Street verlegt, für Veranstaltungen stand das Wyoming Building, 5 East 3 Street zur Verfügung, die Ausstellungsräume befinden sich als Goethe-Institut Curatorial Residencies Ludlow 38 in 38 Ludlow Street. Im Dezember 2014 zog das Goethe-Institut nach 30 Irving Place, wo ein kombinierter Raum für die Bibliothek und für Veranstaltung zur Verfügung steht. Zum ersten Mal in seiner Geschichte bot das Goethe-Institut New York Sprachkurse an.
Das Gebäude an der Fifth Avenue steht derzeit leer. Der britische Architekt David Chipperfield hat 2021 einen Wettbewerb über Sanierung und Umbau des Hauses gewonnen. Mit den Bauarbeiten soll voraussichtlich im Jahr 2022 begonnen werden, die Fertigstellung ist für 2025 vorgesehen. Das Haus soll zu einem Zentrum für transatlantische Begegnungen werden.

## Ausstellungen (Auswahl)
- 1968: Max Beckmann, Die Druckgrafik (Bibliothek)
- 1973: Rainer Werner Fassbinder, Retrospektive
- 1985: Wols, Drawings and Watercolors
- 1992: Rirkrit Tiravanija, Consumed
- 1999: Nam June Paik, Buddha Watching TV, 1974/97
- 2004: Candida Höfer, Traces / Spuren
- 2016–17: Elias Wessel, Stuck Together Pieces![11][12]